# Torpedni brodovi klase Kaiman
Kaiman je bila klasa austrougarskih torpednih brodova.

## Povijest
1904. godine, austrougarske su vlasti u brodogradilištu Yarow naručile izradu prototipa torpednog broda. Novoizgrađeni brod kršten je pod imenom Kaiman te je poslužio kao osnova za 22 plovila istog tipa koji su građeni u Trstu i Rijeci.
Naredbom iz 19. studenog 1913., svim brodovima imena su zamijenjena s arapskim brojkama i slovom koje je označavalo brodogradilište. Tako je npr. Kaiman postao Tb50E gdje E označavao Englesku.